# 水郡線三部作
水郡線三部作（すいぐんせんさんぶさく）は、茨城県那珂市に活動拠点を置く、カミスガフィルムコミッション（略称:KFC。後、"カミスガフィルムクリエイト"に名称変更。本記事では以後、"KFC"と呼ぶ。）制作、大内靖の脚本・監督・編集による『走れ』、『シガノココロ』、『そなたへ』の3作の映画である。

## 概要
2011年よりJR水郡線上菅谷駅を中心に地域おこしに取り組んでいた「カミスガプロジェクト」のメンバーの一人、大内靖が映画制作の為に2012年に立ち上げた派生チームがKFCであり、その第1作が『走れ』である。脚本・監督・編集を大内が務め、茨城県内で撮影が行われた。2012年10月18日の『走れ』の公開に続き、第2作『シガノココロ』、第3作『そなたへ』が大内による脚本・監督・編集で制作され、公開された。この3作では共通する登場人物の現在・過去・未来の姿が描かれており、三部作とされている。また3作品は"水郡線沿線地域活性化支援作品"として制作され、作品には水郡線沿線市町村の風景が描かれている。
3作品の上映では延べ1万人以上の観客を呼び込んでおり、自主制作映画の上映では異例の多さであると報じられている。
3作品は『水郡線三部作』の名で3枚組のDVD商品として、2014年10月から販売されている。

## 『走れ』

### 概要
『走れ』（はしれ）は『水郡線三部作』の第1作目であり、KFCの初制作、大内靖の初監督作品である。内容は主人公の少年（圭輔）が離れて暮らす母（幸恵）を訪ねて行く話がメインで、『水郡線三部作』のストーリーの時系列の中では中間に位置する。常陸太田市が主な舞台となっている。
監督の大内はかって映像編集関連業務に携わっており、KFCの中では映像関連のコンテンツ制作を行っていた。かねてから映画に関心を持っていた大内は映画制作の希望をプロジェクトの菊池一俊代表に持ちかけ、そこからKFCの2012年1月からの始動に繋がり、第1作『走れ』が2012年7月22日に撮影が開始された。当初、大内は水郡線沿線の複数の市町村を舞台に3つの話が繋がってゆくストーリー構成を考えていたが、初作品では難しいだろうと考えて、短編映画として製作した。撮影、音声、照明はプロの業者に委任したが、他はキャストも含め素人が携わった。
完成した映画は2012年10月18日に渋谷UPLINKシネマにて初公開され、以降、県内各地で上映された。県外では下北沢トリウッドでも上映された。この最初の上映期間では約3000人の鑑賞があった。

### 主な登場人物
- 大林圭輔

常陸太田市の中学三年生。12年前に母が家を出ていってしまい、父も既に亡くなっていて、今は祖父母と暮らす。家の事情から高校進学は諦め気味になっている。学校に行くふりをして、顔も知らない母に逢いに行こうとする。
- 大野桜

圭輔の幼なじみの中学三年の女子。圭輔の計画を知り、セーラー服姿のまま付いて行く。
- 小野義明

圭輔と同学年の友人。圭輔とのバス停での待ち合わせに遅れて来てしったので、圭輔達は歩いて駅まで行くはめになる。坊主頭のタンクトップ姿で、コーヒーが苦手。
- 滝沢彩

圭輔の従姉。圭輔に幸恵の住所や勤務先を書いた紙をバス停で渡す。
- 園田理香

道を歩いていた圭輔と自動車事故を起こしそうになった女性。圭輔達を常陸太田駅まで車で送ることになる。離婚して子供は自分が引き取って育てている。途中立ち寄った喫茶店で圭輔に、「子供は親に会いたいと思っている」と言われて感情的に言い返してしまう。
- 田村幸恵

圭輔の母。12年前、圭輔を置いて家を出た。今は那珂市に住み、スーパーマーケットで働いているらしい。
- 大野明子

桜の母。
- 菊池ハジメ

圭輔達が常陸太田市の鯨ヶ岡商店会で出会った移動販売の男。

### ロケ地
- 旧町屋変電所（常陸太田市西河内下町1382-1）北緯36度36分25.560秒 東経140度32分17.102秒 / 北緯36.60710000度 東経140.53808389度

圭輔と桜が進路のことなどを話していた場面。
- 鯨ヶ丘商店会（常陸太田市東二町､西二町）北緯36度32分26.249秒 東経140度31分24.726秒 / 北緯36.54062472度 東経140.52353500度

圭輔が移動販売の男と話していた場面。
- 常陸太田駅（常陸太田市山下町）北緯36度31分53.187秒 東経140度31分39.565秒 / 北緯36.53144083度 東経140.52765694度

圭輔達が水郡線に乗った場面。
- 宮の池公園 那珂市菅谷 北緯36度27分14.8秒 東経140度29分45.3秒 / 北緯36.454111度 東経140.495917度

ラストシーン前の圭輔が叫んだ公園。
- 上菅谷駅（那珂市那珂市菅谷4496）北緯36度27分19.3秒 東経140度29分33.5秒 / 北緯36.455361度 東経140.492639度

圭輔達が水郡線を降りた場面と、ラストの場面。

### 劇中曲
- 主題歌「ライジングサン」

編曲・歌 - モコブランコ / 作詞・作曲 - イノウエヒデキ

## 『シガノココロ』

### 概要
『シガノココロ』は『水郡線三部作』の第2作目で、KFC制作、大内靖監督作の第2作目。内容は幸恵の若い頃の恋愛を描いたもので、『水郡線三部作』のストーリーの時系列の中では最初に位置する。大子町を主な舞台にしている。大子町を流れる久慈川では厳冬期に川面に発生した無数のシャーベット状の氷が川を流れる現象が起きる。タイトルに含まれる"シガ"とはこの現象の呼び名である。
主役の女性とその恋人とも演技経験が無い者がオーディションで選ばれた。
2013年2月に撮影が開始され、同年4月27日に大子町文化福祉会館まいんで初公開された。以後、県内各地を巡回し、県外では下北沢トリウッドで6月15日に上映された。

### 主な 登場人物
- 吉成幸恵

貴明の彼女。建築会社の事務員とした働いて、独り暮らしをしている。貴明とは3年の付き合いであるが、「好きなだけでは、駄目なんだろうか」と、結婚には消極的なことを言う。その心理には自身の親の姿が影響していることを友人に語っている。
- 益子貴明

幸恵の彼氏。大子町に両親と共に住む。大子町には実家のリンゴ園を継ぐ為に戻ってきており、父から栽培の手解きを受けている最中である。町のYOSAKOI祭りのイベント実行メンバーに入っている。幸恵とは結婚を考えており、既に両親にも紹介している。幸恵と"シガ"を見に行くことを約束した。
- 大高朋美

貴明と一緒のイベント実行メンバーの女性。造酒屋で働いている。貴明に好意を持っている。
- 大林一成

幸恵の勤務先の同僚。幸恵を駅まで送るなどの行動を見せ、好意が有ることをうかがわせる。
- 益子政宗

貴明の父。貴明にリンゴ栽培の手解きを施している。息子の恋愛には干渉しない態度を見せる。
- 益子静江

貴明の母。息子が結婚や子作りにしっかり考えていないと思い、口出しをしてしまう。
- 今井純子

幸恵の友人で子持ちの母。幸恵との喫茶店でのティータイムで、子供の可愛さを語る。
- 菊池ハジメ

幸恵の勤務先に弁当を届ける男。

### ロケ地
- 常陸大子駅（久慈郡大子町大字大子710）北緯36度46分15.5秒 東経140度21分2.9秒 / 北緯36.770972度 東経140.350806度

幸恵が上りの水郡線を待っている場面他。
- 大子地蔵尊（久慈郡大子町池田2830-1）北緯36度46分11.319秒 東経140度21分33.829秒 / 北緯36.76981083度 東経140.35939694度

貴明がお参りした巨大な地蔵。
- 初原ぼっちの学校（旧大子町立初原小学校）（久慈郡大子町初岡960）北緯36度48分47.8秒 東経140度18分29.5秒 / 北緯36.813278度 東経140.308194度

貴明ら、YOSAKOI祭りの実行メンバーが会場を視察する場面。
- 久慈川沿いの遊歩道 大子町大子 北緯36度46分21.5秒 東経140度21分21.4秒 / 北緯36.772639度 東経140.355944度

貴明が幸恵に今後の事について問うた場面。
- 大子役場前公園付近の遊歩道 大子町大子 北緯36度46分02.7秒 東経140度21分23.2秒 / 北緯36.767417度 東経140.356444度

貴明と幸恵が最後に歩いた場面。
- 上菅谷駅

大林が幸恵を送っていった駅の場面。水郡線を降りる幸恵と、乗ってくる貴明がすれ違うラストシーン。

### 劇中曲
- 主題歌「おひさまのこもりうた」

歌 - Daizysuck / 作詞・作曲 - sato shoko

## 『そなたへ』

### 概要
『そなたへ』は『水郡線三部作』の完結作であり、KFC制作、大内靖の監督作の第3作目である。内容は大人になった圭輔とその家族の物語で、『水郡線三部作』のストーリーの時系列の中では最後に位置する。水戸市が主な舞台となっている。
2013年7月から撮影を開始し、10月に完成、11月17日の下北沢トリウッドでの公開を皮切りに各地を巡回上映された。KFC制作映画としては初のシネコン（シネプレックス水戸）での上映も実現した。

### 主な登場人物
- 大林圭輔

水戸市に居を構える大林家の父。自動車販売会社で課長を勤める。家族にも部下にも厳しい態度をとる。移動販売の男からは、「何でも自分の思うとおりになると思ってるんじゃない」と評される。幼い頃、家を出ていったきり会っていなかった母の幸恵が死んだ事を知り、葬儀に家族と共に出かける。
- 大林京子

大林家の母。ホテルで清掃の仕事をしている。良い母であるが、見知らぬ人の車から降りてくるのを子供たちは見てしまう。
- 大林翔太

大林家の長男で予備校生。だが、予備校をさぼり彼女と遊んだり、コンビニでアルバイトをしている。アルバイトしているのを父に咎められると、不快感あらわに反発する。だが、チンピラに暴行されようとしていた父を助けたりもする。
- 大林明日香

大林家の長女。勉強が良くできる16歳の高校生だが、学校で仲間はずれにされる扱いを受けている。不登校の妹にはつらく当たってしまう。
- 大林七海

大林家の二女。中学校を不登校中。幼児だった頃の父がその母に抱かれている写真を見つけ、物語の最後、父に渡す。
- 佐藤結衣

翔太の彼女。
- ストリートミュージシャン

演：磯山純
水戸駅前で路上ライブをやっていたミュージシャン。翔太の「何の為にこんなことをやっているのか？」との問いに答える。
- 滝沢彩

圭輔の従姉。電話で圭輔に幸恵の死を伝える。
- 滝沢房子

圭輔の叔母で、彩の母。幸恵の葬儀を行っている寺で圭輔に話しかける。
- 菊池ハジメ

移動販売の男。

### ロケ地
- 水戸駅 水戸市宮町一丁目1-1 北緯36度22分15.25秒 東経140度28分33.86秒 / 北緯36.3709028度 東経140.4760722度

ストリートライブのシーンなど。
- 千波湖 水戸市 北緯36度22分12秒 東経140度27分35秒 / 北緯36.37000度 東経140.45972度

翔太と結衣が歩く場面。
- 宮下銀座商店街 水戸市宮町 北緯36度22分21.8秒 東経140度28分27.1秒 / 北緯36.372722度 東経140.474194度

母の死を知り、酔いつぶれていた圭輔がチンピラに絡まれる場面。
- 不動院大聖寺 那珂市菅谷3021 北緯36度27分10.6秒 東経140度29分41.5秒 / 北緯36.452944度 東経140.494861度

幸恵の葬儀をしている寺。
- 宮の池公園

寺から出た圭輔らが歩いた公園。
- 上菅谷駅

ラストシーン。

### 劇中曲
- 主題歌「線路は続くよどこまでも」

歌 - KENZO / アレンジ・演奏 - 横倉政弘・CrazyJoe